# Пагусеница
Пагусеница је назив за ларве лисних зоља (подред Symphyta у оквиру реда опнокрилаца, лат. Hymenoptera).
За разлику од припадника подреда ,пчела, оса и мрава, припадници овог подреда имају широк спој између торакса и абдомена. Многе врсте имају значај по човека, због тога што се пагусенице често грегарно хране и наносе штету економски значајним биљкама.

## Разлике између пагусеница и гусеница
Ларве се у пракси врло често погрешно идентификују, управо због сличности у виду црволиког тела и постојања сличних маркација. Гусенице из неформалне групе Microlepidoptera имају скоро идентичне бихејвиоралне карактере, начин кретања и бег као пагусенице. Међутим, пагусенице је могуће препознати по броју лажних ножица на абдоминалним сегментима, најмање 5 парова од другог до шестог абдоминалног сегмента, док код гусеница може постојати највише пет парова, од којих је један увек анални, а преостала четири између трећег и шестог сегмента. На главеној капсули пагусеница налази се по један пар простих очију латерално, док је тај број код гусеница увек већи. Поједине гусенице, попут врсте Calyptra thalictri имитирају пагусенице, а постоји и обрнут случај, нарочито код апосематски обојених пагусеница.